# Владица Димитров
Владица Димитров (на сръбски: Владица Димитров) е сръбски политик и представител на българската общност в Сърбия.

## Биография
Роден е в 1975 година в Цариброд, тогава в СФР Югославия. Депутат е в Народното събрание на Сърбия от 2014 до 2016 година. Четири мандата е кмет на Цариброд. Димитров е член на Сръбската прогресивна партия от 2013 година. Преди това е член на Демократическата партия и Демократическата партия на Сърбия.